# White Notley
White Notley – wieś w Anglii, w hrabstwie Essex, w dystrykcie Braintree. Leży 13 km na północny wschód od miasta Chelmsford i 61 km na północny wschód od Londynu.